# Esaidrossibenzene
L'esaidrossibenzene è un composto organico aromatico derivato dal benzene, dove gli atomi di idrogeno sono stati sostituiti con sei gruppi ossidrilici -OH.

## Sintesi
L'esaidrossibenzene può essere ottenuto dalla riduzione di diversi composti organici strutturalmente affini tra cui il tetraidrossi-1,4-benzochinone, il dodecaidrossicicloesano, il cicloesanesone, l'acido rodizonico e l'inositolo.